# Gonia fasciventris
Gonia fasciventris là một loài ruồi trong họ Tachinidae.